# Schnellstraßenring Warschau
Der Schnellstraßenring Warschau ist ein geplanter Straßenring, der die polnische Stadt Warschau als Schnellstraße umgeben wird. Dieser wird mit einer Gesamtlänge von 73,4 km die zweitlängste Ringautobahn, nach dem Autobahnring Łódź, in Polen darstellen und soll bis zum Jahr 2024[veraltet] fertiggestellt werden.

## Lage
Der Autobahnring liegt fast vollständig innerhalb des Stadtgebietes von Warschau. Im Süden wird der Stadtteil Ursynów durch einen 2,3 km langem Tunnel unterquert.

## Aufbau
Der Schnellstraßenring Warschau setzt sich aus einem Teilstück der Schnellstraße S8 im Norden und Westen (Drewnica – Opacz), der Schnellstraße S2 im Süden (Konotopa – Lubelska) und der Schnellstraße S17 im Osten (Lubelska – Ząbki-Drewnica) zusammen. Zwischen dem geplanten Knoten Warszawa-Północ und dem Knoten Warszawa-Południe kommt noch die Schnellstraße S7 hinzu.

## Aktueller Stand
Fertiggestellt sind 37,7 km von geplanten 73,4 km (51 %). Es fehlt noch ein Abschnitt der Schnellstraße S2 im Süden sowie die gesamte S17 im Osten. Die Fertigstellung der Schnellstraße S2 soll 2020[veraltet] erfolgen. Der gesamte Ring soll 2024[veraltet] fertiggestellt sein.
Der erste Abschnitt der Schnellstraße S8 wurde im Jahr 2011 eröffnet. Ein weiterer Abschnitt wurde im Jahr 2012 fertiggestellt. Der Lückenschluss zwischen den beiden Abschnitten erfolgte 2015. Im Jahr 2017 wurde noch ein kleiner Abschnitt der S8 für den Verkehr freigegeben. Der erste Abschnitt der Schnellstraße S2 wurde im Jahr 2012 eröffnet. Im Jahr 2020 und 2021 wurden die restlichen Abschnitte der S2 fertiggestellt und dem Verkehr übergeben.